# Fédération internationale des associations de footballeurs professionnels
 (juillet 2022).
L'article doit être relu — et modifié si nécessaire — par des contributeurs indépendants pour apporter un regard critique aux contributions effectuées en violation des conditions d'utilisation de Wikipédia, tant sur la forme (notamment concernant le style encyclopédique, la proportionnalité) que sur le fond (la neutralité de point de vue, la qualité et l'indépendance des sources).
La Fédération internationale des associations de footballeurs professionnels, plus communément appelée FIFPRO, est l'organisation qui représente 65 000 footballeurs professionnels à travers le monde. La FIFPRO, dont le siège mondial se trouve à Hoofddorp, aux Pays-Bas, est composée de 66 associations nationales de joueurs. Elle compte en outre cinq membres candidats et huit observateurs. Lionel Messi a fait le plus d'apparitions au World 11 de la FIFPRO, soit 16 fois, tandis que Cristiano Ronaldo a été sélectionné 15 fois et occupe la deuxième place.

## Historique
Le 15 décembre 1965, des représentants des associations de joueurs française, écossaise, anglaise, italienne et néerlandaise se sont réunis à Paris dans le but de créer une fédération internationale de footballeurs. Dans la seconde moitié du mois de juin 1966, le premier Congrès de la FIFPRO se tenait à Londres, juste avant le début de la Coupe du Monde de la FIFA 1966. Les statuts de la FIFPRO ont alors été adoptés et les objectifs définis avec précision. La FIFPRO était chargée de renforcer la solidarité entre les footballeurs professionnels et les associations de joueurs.
Il était initialement prévu qu'un congrès se tienne au minimum tous les quatre ans. Le dernier congrès a eu lieu à Paris en novembre 2021. Le prochain sera à Montevideo en octobre 2022.
La FIFPRO est passée d'une organisation européenne à un réseau mondial.
Elle a mis l'accent sur la liberté du footballeur de pouvoir choisir son club à la fin de son contrat. Elle a soutenu le footballeur belge Jean-Marc Bosman dans sa contestation judiciaire des règles de transfert du football qui a abouti à l'arrêt Bosman en 1995.
En 2013, la FIFPRO a contesté le système juridique de transfert,. Phillipe Piat, le président de la FIFPRO à l'époque, a déclaré que « le système de transfert met en échec 99 % des joueurs dans le monde, il met en échec le football en tant qu'industrie ainsi que le sport le plus aimé du monde ». Pour le président de la division Europe de la FIFPRO, Bobby Barnes, 28 % de l'argent des frais de transfert est versé aux agents[7][Quoi ?] et bien des joueurs ne sont pas payés à temps, voire pas du tout. Il affirme que cela fait de ces joueurs « des cibles vulnérables pour les syndicats du crime qui sont à l'origine de matchs truqués et menacent l'existence même de compétitions de football crédibles ». Matt Slater, de la BBC, a déclaré que « les footballeurs professionnels ne jouissent pas des mêmes libertés que presque tous les autres travailleurs de l'UE » et que « les joueurs regardent le sport américain et se demandent pourquoi leurs perspectives de carrière sont toujours limitées par les frais de transfert et les coûts de rémunération ».

## Comité directeur actuel
Le Comité directeur par intérim de la FIFPRO a été élu en juin 2024. Un nouveau board sera élu fin novembre 2024 lors du Congrès mondial à Bali.
- Board par intérim : Kathryn Gill (Australie), Maheta Molango (Angleterre), Sergio Marchi (Argentine), Geremie Njitap (Cameroun), Stefano Sarfori (italie), Alejandro Sequeira (Costa Rica), David Terrier (France).
- Secrétaire général : Stéphane Burchkalter

## Membres
Fondée le 15 décembre 1965, la FIFPRO compte 66 membres à part entière, 3 candidats membres et 1 membre suspendu.

### Membres à part entière
- Afrique Du Sud
- Angleterre
- Argentine
- Australie
- Autriche
- Belgique
- Bolivie
- Bosnie-Herzégovine
- Botswana
- Bulgarie
- Cameroun
- Chili
- Chypre
- Colombie
- Corée Du Sud
- Costa Rica
- Croatie
- Danemark
- Écosse
- Égypte
- Espagne
- États-Unis
- Finlande
- France
- Gabon
- Ghana
- Grèce
- Guatemala
- Honduras
- Hongrie
- Inde
- Indonésie
- Irlande
- Israël
- Italie
- Japon
- Qatar
- Kenya
- Macédoine
- Malaisie
- Maroc
- Malte
- Mexique
- Monténégro
- Nouvelle-Zélande
- Norvège
- Panama
- Paraguay
- Pays-Bas
- Pérou
- Pologne
- Portugal
- République démocratique du Congo
- Tchéquie
- Roumanie
- Serbie
- Slovaquie
- Slovénie
- Suède
- Suisse
- Turquie
- Ukraine
- Uruguay
- Venezuela
- Zambie
- Zimbabwe

### Candidats membres
- Canada
- Islande
- Ouzbékistan

## Prix
La FIFPRO invite tous les footballeurs professionnels hommes et femmes à composer les meilleures équipes masculines et féminines de l'année sous le nom de World 11 FIFPRO (également connu sous le nom de World XI FIFPRO). En 2009, le syndicat mondial des joueurs s'est associé à la FIFA. Si le format est resté le même, le nom du prix a changé pour devenir le World 11 FIFA FIFPRO.
Chaque année, la FIFPRO s'associe à environ 70 syndicats de joueurs affiliés pour distribuer des liens uniques[Quoi ?] qui permettront aux joueurs de tous les clubs de football professionnels de la planète d'accéder à la plateforme de vote numérique. Un premier groupe de 23 personnes révèle ensuite les nominés. Le gardien de but (la gardienne de but), ainsi que les trois défenseurs (défenseuses), trois milieux de terrain et trois attaquants (attaquantes) qui reçoivent le plus de voix sont ensuite sélectionné(e)s pour le World 11. La place restante est attribuée au joueur de champ ayant obtenu le plus grand nombre de voix juste derrière et qui n'est pas déjà sélectionné. Les 11 membres du World 11 FIFA FIFPRO sont dévoilés lors de la cérémonie des The Best FIFA Football Awards (anciennement le FIFA Ballon d'Or).
De 2005 à 2008, la FIFPRO a également demandé aux footballeurs de choisir le Joueur Mondial de l'Année FIFPRO. À partir de 2009, l'élection du Joueur de l'Année FIFPRO a fusionné avec celle du Joueur Mondial de la FIFA, et en 2010, elle a été combinée avec le Ballon d'Or de France Football en une seule récompense, le FIFA Ballon d'Or.
En 2014, la FIFPRO a lancé un comité du football féminin. En février 2016, le World 11 féminin FIFPRO a vu le jour. Des joueuses de 33 nationalités différentes dans plus de 20 pays ont participé au vote pour désigner une gardienne, quatre défenseuses, trois milieux de terrain et trois attaquantes. Depuis 2019, le World 11 féminin FIFPRO est également dévoilé sur scène lors des The Best FIFA Football Awards.

### FIFA/FIFPRO World XI
Les joueurs marqués en gras ont remporté le FIFA World Player (2005-2009), le FIFA Ballon d'or (2010-2015) ou le The Best, Joueur de la FIFA (2016-présent) dans l'année en question.
| Année | Gardiens (club)                                  | Défenseurs (clubs) | Milieux de terrain (clubs)                                                                                       | Attaquants (clubs) |
| ----- | ------------------------------------------------ | --- | --- | --- |
| 2005  | Dida (Milan)                                     | Paolo Maldini (Milan) John Terry (Chelsea) Alessandro Nesta (Milan) Cafu (Milan)                                                       | Zinedine Zidane (Real Madrid) Claude Makélélé (Chelsea) Frank Lampard (Chelsea)                                  | Ronaldinho (Barcelona) Samuel Eto'o (Barcelona) Andriy Shevchenko (Milan)                                                                                         |
| 2006  | Gianluigi Buffon (Juventus)                      | Gianluca Zambrotta (Juventus/Barcelona) John Terry (Chelsea) Fabio Cannavaro (Juventus/Real Madrid) Lilian Thuram (Juventus/Barcelona) | Zinedine Zidane (Real Madrid) Kaká (Milan) Andrea Pirlo (Milan)                                                  | Ronaldinho (Barcelona) Samuel Eto'o (Barcelona) Thierry Henry (Arsenal)                                                                                           |
| 2007  | Gianluigi Buffon (Juventus)                      | Alessandro Nesta (Milan) John Terry (Chelsea) Fabio Cannavaro (Real Madrid) Carles Puyol (Barcelona)                                   | Cristiano Ronaldo (Manchester United) Kaká (Milan) Steven Gerrard (Liverpool)                                    | Ronaldinho (Barcelona) Didier Drogba (Chelsea) Lionel Messi (Barcelona)                                                                                           |
| 2008  | Iker Casillas (Real Madrid)                      | Rio Ferdinand (Manchester United) John Terry (Chelsea) Carles Puyol (Barcelona) Sergio Ramos (Real Madrid)                             | Kaká (Milan) Xavi (Barcelona) Steven Gerrard (Liverpool)                                                         | Cristiano Ronaldo (Manchester United) Fernando Torres (Liverpool) Lionel Messi (Barcelona)                                                                        |
| 2009  | Iker Casillas (Real Madrid)                      | Patrice Evra (Manchester United) John Terry (Chelsea) Nemanja Vidić (Manchester United) Dani Alves (Barcelona)                         | Andrés Iniesta (Barcelona) Xavi (Barcelona) Steven Gerrard (Liverpool)                                           | Cristiano Ronaldo (Manchester United/Real Madrid) Fernando Torres (Liverpool) Lionel Messi (Barcelona)                                                            |
| 2010  | Iker Casillas (Real Madrid)                      | Carles Puyol (Barcelona) Gerard Piqué (Barcelona) Lúcio (Inter Milan) Maicon (Inter Milan)                                             | Andrés Iniesta (Barcelona) Xavi (Barcelona) Wesley Sneijder (Inter Milan)                                        | Cristiano Ronaldo (Real Madrid) David Villa (Valencia/Barcelona) Lionel Messi (Barcelona)                                                                         |
| 2011  | Iker Casillas (Real Madrid)                      | Sergio Ramos (Real Madrid) Gerard Piqué (Barcelona) Nemanja Vidić (Manchester United) Dani Alves (Barcelona)                           | Andrés Iniesta (Barcelona) Xavi (Barcelona) Xabi Alonso (Real Madrid)                                            | Cristiano Ronaldo (Real Madrid) Wayne Rooney (Manchester United) Lionel Messi (Barcelona)                                                                         |
| 2012  | Iker Casillas (Real Madrid)                      | Marcelo (Real Madrid) Sergio Ramos (Real Madrid) Gerard Piqué (Barcelona) Dani Alves (Barcelona)                                       | Andrés Iniesta (Barcelona) Xavi (Barcelona) Xabi Alonso (Real Madrid)                                            | Cristiano Ronaldo (Real Madrid) Radamel Falcao (Atlético Madrid) Lionel Messi (Barcelona)                                                                         |
| 2013  | Manuel Neuer (Bayern Munich)                     | Philipp Lahm (Bayern Munich) Sergio Ramos (Real Madrid) Thiago Silva (Paris Saint-Germain) Dani Alves (Barcelona)                      | Andrés Iniesta (Barcelona) Xavi (Barcelona) Franck Ribéry (Bayern Munich)                                        | Cristiano Ronaldo (Real Madrid) Zlatan Ibrahimović (Paris Saint-Germain) Lionel Messi (Barcelona)                                                                 |
| 2014  | Manuel Neuer (Bayern Munich)                     | Philipp Lahm (Bayern Munich) Sergio Ramos (Real Madrid) Thiago Silva (Paris Saint-Germain) David Luiz (Chelsea/Paris Saint-Germain)    | Andrés Iniesta (Barcelona) Toni Kroos (Bayern Munich/Real Madrid) Ángel Di María (Real Madrid/Manchester United) | Cristiano Ronaldo (Real Madrid) Arjen Robben (Bayern Munich) Lionel Messi (Barcelona)                                                                             |
| 2015  | Manuel Neuer (Bayern Munich)                     | Marcelo (Real Madrid) Sergio Ramos (Real Madrid) Thiago Silva (Paris Saint-Germain) Dani Alves (Barcelona)                             | Andrés Iniesta (Barcelona) Paul Pogba (Juventus) Luka Modrić (Real Madrid)                                       | Cristiano Ronaldo (Real Madrid) Neymar (Barcelona) Lionel Messi (Barcelona)                                                                                       |
| 2016  | Manuel Neuer (Bayern Munich)                     | Marcelo (Real Madrid) Sergio Ramos (Real Madrid) Gerard Piqué (Barcelona) Dani Alves (Barcelona/Juventus)                              | Andrés Iniesta (Barcelona) Toni Kroos (Real Madrid) Luka Modrić (Real Madrid)                                    | Cristiano Ronaldo (Real Madrid) Luis Suárez (Barcelona) Lionel Messi (Barcelona)                                                                                  |
| 2017  | Gianluigi Buffon (Juventus)                      | Marcelo (Real Madrid) Sergio Ramos (Real Madrid) Leonardo Bonucci (Juventus/Milan) Dani Alves (Juventus/Paris Saint-Germain)           | Andrés Iniesta (Barcelona) Toni Kroos (Real Madrid) Luka Modrić (Real Madrid)                                    | Cristiano Ronaldo (Real Madrid) Neymar (Barcelona/Paris Saint-Germain) Lionel Messi (Barcelona)                                                                   |
| 2018  | David de Gea (Manchester United)                 | Marcelo (Real Madrid) Sergio Ramos (Real Madrid) Raphaël Varane (Real Madrid) Dani Alves (Paris Saint-Germain)                         | Eden Hazard (Chelsea) N'Golo Kanté (Chelsea) Luka Modrić (Real Madrid)                                           | Cristiano Ronaldo (Real Madrid/Juventus) Kylian Mbappé (Paris Saint-Germain) Lionel Messi (Barcelona)                                                             |
| 2019  | Alisson (Liverpool)                              | Marcelo (Real Madrid) Sergio Ramos (Real Madrid) Virgil van Dijk (Liverpool) Matthijs de Ligt (Ajax/Juventus)                          | Eden Hazard (Chelsea/Real Madrid) Frenkie de Jong (Ajax/Barcelona) Luka Modrić (Real Madrid)                     | Cristiano Ronaldo (Juventus) Kylian Mbappé (Paris Saint-Germain) Lionel Messi (Barcelona)                                                                         |
| 2020  | Alisson (Liverpool)                              | Alphonso Davies (Bayern Munich) Sergio Ramos (Real Madrid) Virgil van Dijk (Liverpool) Trent Alexander-Arnold (Liverpool)              | Thiago (Bayern Munich/Liverpool) Kevin De Bruyne (Manchester City) Joshua Kimmich (Bayern Munich)                | Cristiano Ronaldo (Juventus) Robert Lewandowski (Bayern Munich) Lionel Messi (Barcelona)                                                                          |
| 2021  | Gianluigi Donnarumma (Milan/Paris Saint-Germain) | David Alaba (Bayern Munich/Real Madrid) Leonardo Bonucci (Juventus) Rúben Dias (Manchester City)                                       | Jorginho (Chelsea) N'Golo Kanté (Chelsea) Kevin De Bruyne (Manchester City)                                      | Cristiano Ronaldo (Juventus/Manchester United) Erling Haaland (Borussia Dortmund) Robert Lewandowski (Bayern Munich) Lionel Messi (Barcelona/Paris Saint-Germain) |
| 2022  | Thibaut Courtois (Real Madrid)                   | Achraf Hakimi (Paris Saint-Germain) Virgil van Dijk (Liverpool) João Cancelo (Manchester City/Bayern Munich)                           | Luka Modrić (Real Madrid) Casemiro (Real Madrid/Manchester United) Kevin De Bruyne (Manchester City)             | Kylian Mbappé (Paris Saint-Germain) Erling Haaland (Manchester City) Karim Benzema (Real Madrid) Lionel Messi (Paris Saint-Germain)                               |

### FIFPro Women's World XI

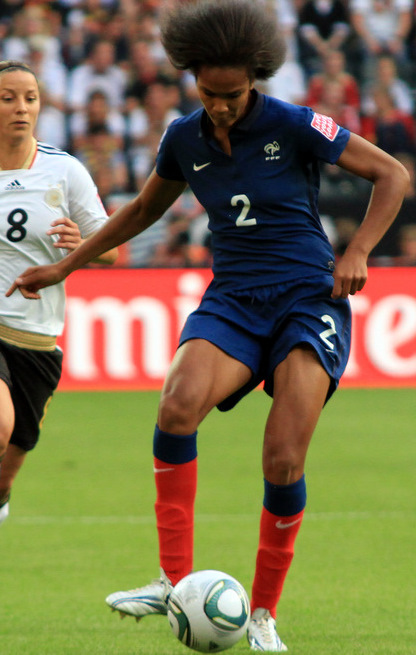
La joueuses française Wendie Renard est la seule à compter cinq apparitions dans le FIFPro Women's World XI, et la seule à figurer dans tous les FIFPro Women's World XI depuis leur création.

Les joueuses marqués en gras ont remporté le Meilleur footballeur de l'année FIFA (2001–2015) ou The Best, Joueuse de la FIFA (2016–présent) pour cette année.
| Season | Goalkeeper                               | Defenders | Midfielders                                                                                           | Forwards |
| ------ | ---------------------------------------- | --- | --- | --- |
| 2015   | Hope Solo (Seattle)                      | Wendie Renard (Ol. Lyonnais) Meghan Klingenberg (Houston Dash) Kadeisha Buchanan (West Virginia) Julie Johnston (Chicago Red Stars) | Carli Lloyd (Houston Dash) Amandine Henry (Ol. Lyonnais) Aya Miyama (Okayama)                         | Célia Šašić (FFC Francfort) Eugénie Le Sommer (Ol. Lyonnais) Anja Mittag (Paris Saint-Germain)                |
| 2016   | Hope Solo (Agent libre)                  | Ali Krieger (Orlando Pride) Wendie Renard (Ol. Lyonnais) Nilla Fischer (VfL Wolfsburg) Leonie Maier (Bayern Munich)                 | Marta (FC Rosengård) Carli Lloyd (Manchester City) Dzsenifer Marozsán (Ol. Lyonnais)                  | Eugénie Le Sommer (Ol. Lyonnais) Ada Hegerberg (Ol. Lyonnais) Alex Morgan (Ol. Lyonnais)                      |
| 2017   | Hedvig Lindahl (Chelsea)                 | Lucy Bronze (Ol. Lyonnais) Wendie Renard (Ol. Lyonnais) Nilla Fischer (VfL Wolfsburg) Irene Paredes (Paris Saint-Germain)           | Marta (Orlando Pride) Camille Abily (Ol. Lyonnais) Dzsenifer Marozsán (Ol. Lyonnais)                  | Pernille Harder (VfL Wolfsburg) Alex Morgan (Orlando Pride) Lieke Martens (FC Barcelone)                      |
| 2019   | Sari van Veenendaal (Atletico de Madrid) | Lucy Bronze (Ol. Lyonnais) Wendie Renard (Ol. Lyonnais) Kelley O'Hara (Utah Royals Nilla Fischer (Linköpings FC)                    | Amandine Henry (Ol. Lyonnais) Rose Lavelle (Washington Spirit) Julie Ertz (Chicago Red Stars)         | Alex Morgan (Orlando Pride) Marta (Orlando Pride) Megan Rapinoe (OL Reign)                                    |
| 2020   | Christiane Endler (Paris Saint-Germain)  | Lucy Bronze (Ol. Lyonnais) Wendie Renard (Ol. Lyonnais) Millie Bright (Chelsea)                                                     | Delphine Cascarino (Ol. Lyonnais) Barbara Bonansea (Juventus) Vero Boquete (Utah Royals)              | Pernille Harder (Chelsea) Vivianne Miedema (Arsenal) Tobin Heath (Manchester United) Megan Rapinoe (OL Reign) |
| 2021   | Christiane Endler (Ol. Lyonnais)         | Lucy Bronze (Manchester City) Wendie Renard (Ol. Lyonnais) Millie Bright (Chelsea) Magdalena Eriksson (Chelsea)                     | Carli Lloyd (Gotham) Barbara Bonansea (Juventus) Estefanía Banini (Atlético de Madrid)                | Vivianne Miedema (Arsenal) Alex Morgan (Orlando Pride) Marta (Orlando Pride)                                  |
| 2022   | Christiane Endler (Ol. Lyonnais)         | Lucy Bronze (Manchester City , FC Barcelone ) Wendie Renard (Ol. Lyonnais) Leah Williamson (Arsenal) Mapi León (FC Barcelone)       | Lena Oberdorf (Wolfsburg) Alexia Putellas (FC Barcelone) Keira Walsh (Manchester City , FC Barcelone) | Beth Mead (Arsenal) Alex Morgan (Orlando Pride) Sam Kerr (Chelsea)                                            |

### Meilleur joueur FIFPro
Le « meilleur joueur FIFPro » est un trophée attribué chaque année de 2005 à 2008. Le vainqueur est désigné par plus de 60 000 professionnels issus des 42 organisations[réf. souhaitée] qui constituent la FIFPro, invités à voter pour le joueur qui selon eux a été le meilleur de la saison. Ce prix fusionne en 2009 avec celui du Meilleur footballeur de l'année FIFA, lui-même remplacé en 2010 par le FIFA Ballon d'or.
Le palmarès s'établit comme suit
| Année | Joueur récompensé | Nationalité | Club              | Poste                     |
| ----- | ----------------- | ----------- | ----------------- | ------------------------- |
| 2005  | Ronaldinho        | Brésil      | FC Barcelone      | Milieu                    |
| 2006  | Ronaldinho        | Brésil      | FC Barcelone      | Milieu                    |
| 2007  | Kaká              | Brésil      | Milan AC          | Milieu                    |
| 2008  | Cristiano Ronaldo | Portugal    | Manchester United | Ailier, Milieu, Attaquant |

Deux autres joueurs sont choisis pour le prix « Jeunes joueurs de l'année », remis au joueur-révélation de la saison, un par le comité des prix, et l'autre par les fans.
| Année | Jeune joueur | Nationalité | Club              |
| ----- | ------------ | ----------- | ----------------- |
| 2005  | Wayne Rooney | Angleterre  | Manchester United |
| 2006  | Lionel Messi | Argentine   | FC Barcelone      |
| 2007  | Lionel Messi | Argentine   | FC Barcelone      |
| 2008  | Lionel Messi | Argentine   | FC Barcelone      |

| Année | Jeune joueur      | Nationalité | Club              |
| ----- | ----------------- | ----------- | ----------------- |
| 2005  | Cristiano Ronaldo | Portugal    | Manchester United |
| 2006  | Cristiano Ronaldo | Portugal    | Manchester United |
| 2007  | Lionel Messi      | Argentine   | FC Barcelone      |
| 2008  | Lionel Messi      | Argentine   | FC Barcelone      |